# Агзамов, Гани
Гани Агзамов (узб. Gʻani Aʼzamov; 7 января 1909, Ташкент, Российская империя — 2001) — узбекский и советский актёр театра и кино. Народный артист Узбекской ССР (1961). Лауреат Государственной премии Узбекской ССР имени Хамзы.

## Биография
После окончания в 1928 году подготовительных учительских курсов им. Ф. Дзержинского, работал педагогом в школе.
С 1930 года выступал на сцене театра им. Хамзы в Ташкенте (ныне Узбекский национальный академический драматический театр). Выступал в маленьких эпизодах, разных ролях в массовых сценах, со временем начал интересоваться искусством.
За 60-летнюю творческую деятельность Гани Агзамов постоянно учился у великих мастеров, в результате упорной работы и творческого поиска смог создавать доведённые до совершенства образы, тем самым завоевав зрительскую любовь, уважение и заняв достойное место в рядах знаменитых представителей искусства узбекского театра.
Гани Агзамов создавал наряду с изящными, твёрдые решительные образы, такие как образ Мунажжима в драме Уйгуна и Иззата Султанова «Алишер Навои», Арслоншера в пьесе «Настоящая любовь» С. Азимова, Юсуфа в пьесе «Последний экземпляр» Абдуллы Каххора, Лаунса в комедии В. Шекспира «Два веронца». Его игра считается образцом профессионального актёрского искусства. Талантливый исполнитель как драматических, так и лирических и юмористических ролей.
Со дня создания киножурнала «Наштар» играл в нём Ходжу Насреддина.
Начиная с 1953 года Гани Агзамов снимался в кино. Создал ряд ярких образов в кинолентах, снятых на киностудии «Узбекфильм».

## Избранные театральные роли
- Домла Имам («Бай и батрак» Хамза Хакимзаде Ниязи),
- Звездочет («Алишер Навои» И. Султана и Уйгуна),
- Бобчинский («Ревизор» Н. Гоголя),
- Арслоншер («Настоящая любовь» С. Азимова),
- Ашуралиев («Аяджонларим» А. Каххара),
- Мумин («Золотая стена» Э. Вахидова)

## Награды
- Народный артист Узбекской ССР (1961)
- Государственная премия Узбекской ССР имени Хамзы (1989)[2]

## Избранная фильмография
- 1953 — Бай и батрак — Домла Имам
- 1956 — Священная кровь — жених
- 1956 — Авиценна — библиотекарь
- 1958 — Очарован тобой — парикмахер
- 1958 — По путёвке Ленина — эпизод
- 1960 — Об этом говорит вся махалля — эпизод
- 1964 — Где ты, моя Зульфия?
- 1966 — Поэма двух сердец — Кара-шах
- 1967 — Ташкент — город хлебный — староста
- 1969 — Завещание старого мастера — Юсуп-неудачник
- 1969 — Влюбленные — эпизод
- 1971 — Драма любви — эпизод
- 1972 — Семург — эпизод
- 1972 — Этот славный парень
- 1973 — Мой добрый человек — сторож
- 1973 — Встречи и расставания — эпизод
- 1973 — Чинара — эпизод
- 1974 — Требуется тигр
- 1974 — Абу Райхан Беруни — крестьянин
- 1975 — Вкус халвы  — житель благородной Бухары
- 1978-1984 — Огненные дороги — мулла
- 1978 — Подарю тебе город — канатоходец
- 1978 — Повар и певица — Дедушка Зиё
- 1982 — Бабушка-генерал — Холмат
- 1990 — Чудо-женщина — Дасаев
- 1991 — Первый поцелуй (короткометражный)
- 1991 — Железный мужчина